# 데이브 메이슨
데이브 메이슨(영어: Dave Mason, 1946년 5월 10일 ~ )은 영국의 기타 연주자 겸 싱어송라이터로, 트래픽의 창립 구성원이다.